# Valérie Dashwood
Valérie Dashwood est une comédienne de théâtre et actrice française née en 1971.

## Biographie
Valérie Dashwood a des origines britanniques par son père.
Elle a été formée à la classe libre du Cours Florent puis au Conservatoire national supérieur d'art dramatique.
Elle a travaillé avec Emmanuel Demarcy-Mota, Stuart Seide, Daniel Jeanneteau et, depuis 2002, Ludovic Lagarde.

## Théâtre
Au théâtre, elle a joué, notamment dans :
- La Corde de Patrick Hamilton, mise en scène Éric Ruf, Grégory Herpe et Frédéric Quiring
- Peines d'amour perdues de William Shakespeare, mise en scène Emmanuel Demarcy-Mota

- Marat-Sade de Peter Weiss, mise en scène Emmanuel Demarcy-Mota[2]
- Six personnages enquête d’auteur de Luigi Pirandello, mise en scène Emmanuel Demarcy-Mota
- Iphigénie en Aulide, de Jean Racine[3], mise en scène Daniel Jeanneteau
- Ma vie de chandelle de Fabrice Melquiot[4], mise en scène Emmanuel Demarcy-Mota
- Rhinocéros d'Eugène Ionesco[5]
- Wanted Petula de Fabrice Melquiot[6]
- Victor ou les Enfants au pouvoir de Roger Vitrac, mise en scène Emmanuel Demarcy-Mota[7]
- Le Faiseur, Alice et autres merveilles de Fabrice Melquiot
- Docteur Faustus de Gertrud Stein[8]
- Retour définitif et durable de l’être aimé[9]
- Fairy Queen d'Olivier Cadiot, mise en scène Ludovic Lagarde[10]
- Un nid pour quoi faire d'Olivier Cadiot, mise en scène Ludovic Lagarde[11]
- Alice traverse le miroir de Fabrice Melquiot, mise en scène Emmanuel Demarcy-Mota
- La Collection d'Harold Pinter, mise en scène Ludovic Lagarde[12]
- L'Amant d'Harold Pinter, mise en scène Ludovic Lagarde, théâtre de l'Atelier

## Filmographie

### Télévision
- 2011 : Le Petit Poucet[13],[14] : la femme de l'Ogre
- 2012-2020 : Profilage[1] : Bérénice, dite « La Doc » (saisons 3 à 10)
- 2016 : Les Petits Meurtres d'Agatha Christie : Sybille (saison 2, épisode 13 : Le cheval pâle)
- 2016 : Camping Paradis : Cécile (saison 8, épisode 2 : La famille sans parents)
- 2017 : Section de recherches : Déborah Walter (saison 11, épisode 6 : White Party)
- 2020 : Alex Hugo : Sophie Vranken (saison 6, épisode 3 : Le prix de la liberté)
- 2021 : Paris Police 1900[5] :  Mme Lépine
- 2021 :  Alexandra Ehle : Sonia Ricœur, directrice de l'IML (depuis la saison 3)
- 2022 : Les Petits Meurtres d'Agatha Christie : Madame Maude (saison 3, épisode 5 : Quand les souris dansent)
- 2024 : Cat's Eyes : Zineb (épisode 6 : Prudence)
- 2025 : Rivages de David Hourrège : la commandante Caldéri